# Primeira observação de ondas gravitacionais
A primeira detecção de ondas gravitacionais foi feita às 09:50:45 UTC, 06:50:45 Horário de Brasília de 14 de Setembro de 2015 pelos detectores da Colaboração Científica LIGO, as ondas gravitacionais foram previstas pelo físico Albert Einstein em 1916, o nome do evento levou a assinatura de sua data de detecção (onda gravitacional em inglês 2015-09-14) GW150914, no evento foi observado a fusão de dois buracos negros de massa estelar, o par de buracos negros ficou ligado gravitacionalmente girando um ao redor do outro por milhões de anos até se unirem. No momento próximo da fusão eles atingiram velocidades próximas a velocidade da luz, a fusão liberou cerca de 50 vezes a energia do universo observável naquele instante sendo o evento astrofísico mais energético já observado desde o Big Bang. 

Medidas do evento GW150914 feitas pelo LIGO

Esta primeira observação direta foi relatada em todo o mundo como um feito notável por muitas razões. Os esforços para provar diretamente a existência de tais ondas decorrem há mais de cinquenta anos, e as ondas são tão minúsculas que o próprio Albert Einstein duvidou que alguma vez pudessem ser detectadas. As ondas emitidas pela fusão cataclísmica de GW150914 atingiram a Terra como uma ondulação no espaço-tempo que alterou o comprimento de um raio de 4km do braço do LIGO por um milésimo da largura de um próton, proporcionalmente equivalente a alterar a distância até a estrela mais próxima fora do Sistema Solar na largura de um fio de cabelo. A energia liberada pelo binário conforme ele espiralava e se fundia era imensa, com a energia de 3.0+0.5
−0.5 c 2 massas solares (5.3+0.9
−0.8 ×1047 Joules) no total que irradiaram como ondas gravitacionais, atingindo uma taxa de emissão máxima em seus milissegundos finais de cerca de  3.6+0.5
−0.4 ×1049 watts – um nível maior que a potência combinada de toda a luz irradiada por todas as estrelas do universo observável.
A observação confirma a última previsão da relatividade geral que ainda não foi detectada e corrobora suas previsões de distorção espaço-tempo no contexto de eventos cósmicos de grande escala (conhecidos como testes de campo fortes). Também foi anunciado como o início de uma nova era da astronomia de ondas gravitacionais, que permitirá observações de eventos astrofísicos violentos que não eram anteriormente possíveis e potencialmente permitiria a observação direta da história mais antiga do universo. Em 15 de junho de 2016, foram anunciadas mais duas detecções de ondas gravitacionais, feitas no final de 2015. Mais oito observações foram feitas em 2017, incluindo GW170817, a primeira fusão observada de estrelas binárias de nêutrons, que também foi observada em radiação eletromagnética.

## Antecedentes
Em 1988, uma proposta de pesquisa e desenvolvimento do LIGO obteve financiamento por parte da NSF. De 1989 a 1994, o LIGO não progrediu técnica e organizacionalmente, apenas os esforços políticos continuaram a adquirir financiamento, porém o financiamento contínuo foi rotineiramente rejeitado até 1991 quando o Congresso americano concordou em financiar o LIGO pelo primeiro ano por US$ 23 milhões, no entanto os requisitos para receber o financiamento não foram atendidos ou aprovados e a NSF questionou a base tecnológica e organizacional do projeto, problemas contínuos de gerenciamento de projetos e preocupações técnicas foram revelados nas revisões feitas pela NSF sobre o projeto, resultando na retenção de fundos até que eles congelaram formalmente os gastos em 1993. Em 1994 os líderes científicos do LIGO discutiram mais uma vez o financiamento dos detectores com a Fundação Nacional da Ciência que deu um ultimato a equipe do cientista Barry para desenvolver um detector que pudesse observar as ondas. O LIGO recebeu então um orçamento de US$ 395 milhões, sendo o projeto com maior valor de financiamento da história da NSF.
O projeto começou em Richland (Washington), no final de 1994 e em Livingston (Luisiana), em 1995 a conclusão levaria mais 3 anos sendo concluído em 1997, desde então os milhares de cientistas da Colaboração Científica LIGO e do Laboratório LIGO nos Estados Unidos além dos pesquisadores e cientistas ao redor do mundo se dedicaram a encontrar as ondas gravitacionais. As primeiras tentativas de se observar as tais ondas começaram em 2002, mas até 2015 nenhuma onda gravitacional havia sido observada. O LIGO passou por uma atualização em fevereiro de 2015 a um custo de US$ 620 milhões e passou a ser chamado de "LIGO avançado", com sua conclusão em setembro de 2015 o Advanced LIGO iniciou sua observação plena com 4 vezes mais sensibilidade.

## A Detecção
Era início da manhã no Brasil e madrugada em Livingston (Luisiana) e Richland (Washington), os primeiros dados começaram a chegar, na primeira observação os cientistas já percebiam que se tratava de um evento astronômico, mas ainda havia a suspeita que poderia ser alguma inserção ou mesmo um erro do detector, porém após muita análise os sinais não deixariam mais dúvidas e também foram confirmados pelos dois detectores separados por milhares de quilômetros. A origem veio do hemisfério sul, o Sinal Chirp durou mais de 0,2 segundos e aumentou em frequência e amplitude em cerca de 8 ciclos, de 35Hz para 250 Hz. O sinal é parecido com um UOOOP, a confiança que se tratava de um evento real é de um nível de 99,99994%, os picos da onda chegaram cerca de 7 milissegundos no LIGO Livingston antes do LIGO Hanford, se propagando na Velocidade da luz. 
O evento aconteceu a uma distância de luminosidade de 440+160
−180 megaparsecs (determinado pela amplitude do sinal), ou 1,4 ± 0,6 bilhão de anos-luz, correspondendo a um desvio pro vermelho cosmológico de 0.093+0.030
−0.036 (90% de intervalos credíveis). A análise do sinal junto com o desvio para o vermelho inferido sugeriu que foi produzido pela fusão de dois buracos negros com massas de 35+5
−3 e 30+3
−4 vezes a massa do sol, resultando em um buraco negro pós-fusão de 62+4
−3 massas solares. A massa-energia das 3 ± 0,5 massas solares ausentes foi irradiada na forma de Ondas Gravitacionais.

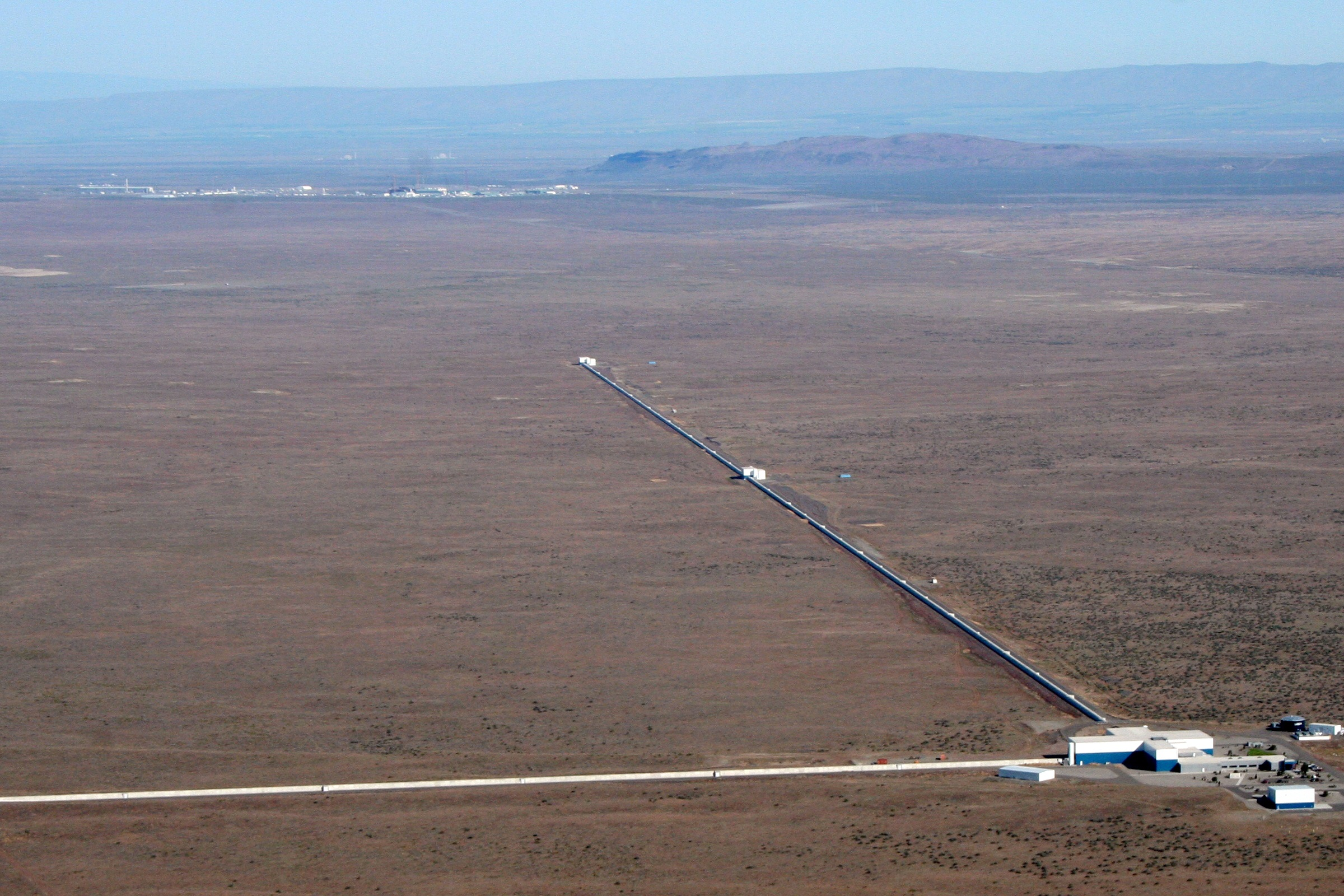
LIGO Hanford visto de cima